# Нормоцитарна анемія
Нормоцита́рна анемія, є різновидом анемії та розповсюдженим захворюванням, яке виникає у чоловіків і жінок, переважно, старше 85 років.  Його ймовірність зростає з віком, досягаючи 44 відсотків у чоловіків старше 85 років. Найпоширенішим видом нормоцитарної анемії, є анемія хронічного захворювання.

## Класифікація
Анемія є нормоцитарною, коли червонокрівці (еритроцити) мають нормальний розмір.  Еритроцити вважаються нормоцитарними, коли середній корпускулярний об’єм (MCV) становить від 80 до 100 фемтолітрів (fL), що перебуває в межах нормального та очікуваного діапазону.  Однак гематокрит і гемоглобін знижуються.  Навпаки, мікроцитарні анемії визначаються як анемії із середнім корпускулярним об’ємом (MCV) менше 80 фл, а макроцитарні анемії мають середній корпускулярний об’єм понад 100 фл.

## Діагностика
Щоб допомогти визначити основну причину нормоцитарної анемії, проводиться лабораторне дослідження на кількість ретикулоцитів.  Високий, нормальний або низький рівень ретикулоцитів, допоможе під час класифікації.  Висока кількість ретикулоцитів свідчить про те, що процеси в кістковому мозку відбуваються нормально.  Низька кількість ретикулоцитів означає наявність проблеми на рівні кісткового мозку, який виробляє стовбурові клітини.  Гостра крововтрата призведе до високої кількості ретикулоцитів, оскільки процеси кісткового мозку є нормальними, і кістковий мозок відповідно реагує на потребу організму в крові.

## Причини
Проблема вважається будь-чим із наведеного нижче:
• гостра втрата значної кількості крові;
• зниження виробництва еритроцитів нормального розміру (наприклад, анемія хронічного захворювання, апластична анемія);
• підвищене виробництво HbS, як це спостерігається у разі серпоподібноклітинної анемії (не серпоподібноклітинна ознака);
• підвищене руйнування або втрата еритроцитів (наприклад, гемоліз, постгеморагічна анемія, спленомегалія);
• неврівноважене збільшення об’єму плазми (наприклад, вагітність, перевантаження рідиною);
• нестача В2 (рибофлавіну)
• брак В6 (піридоксину)
• або поєднання умов, що викликають мікроцитарну та макроцитарну анемію.
Крововтрата, пригнічення вироблення еритроцитів або гемоліз, спричинюють більшість випадків нормоцитарної анемії.  Під час крововтрати, морфологічні ознаки, здебільшого, незначні, за винятком випадків, коли з’являється поліхромазія через 12–24 години.  Для зниженого виробництва еритроцитів, як і з низьким рівнем еритропоетину, морфологія еритроцитів нічим не відрізняється.  Недужі з порушенням утворення еритроцитів, наприклад з мієлодиспластичним синдромом, можуть мати подвійну популяцію еліптоцитів, краплеподібних клітин або інших пойкілоцитів, а також еритроцити з ядром.  Про гемоліз, часто свідчать пойкілоцити, своєрідні для причини або механізму, наприклад  клітини слизової оболонки ротової порожнини та/або сечового міхура для окисного гемолізу, акантоцити для нестачі піруваткінази або синдрому Маклеода, серпоподібні клітини для серпоподібноклітинної анемії, сфероцити для імуноопосередкованого гемолізу або спадкового сфероцитозу, еліптоцитоз для дефіциту заліза або спадкового мікросфероцитозу та шистоцити для внутрішньосудинного гемолізу.  Багато гемолітичних анемій, виявляють множинні пойкілоцити, як от дефіцит глюкозо-6-фосфат-дегідрогенази, які можуть виявляти клітини сечового міхура тощо, а також шистоцити.  Гемоліз у новонароджених, може не відбуватися за класичними зразками, як у дорослих.

## Лікування
Лікування буде залежати від причини нормоцитарної анемії.  Лікування анемії, спричиненої хронічними захворюваннями, як от хвороба нирок, спершу зосереджується на лікуванні основного захворювання.  Дієтичні продукти або добавки слід додавати, якщо анемія викликана нестачею певного вітаміну.  Еритропоетин можна розглянути, якщо анемія важка.  Еритропоетин буде заохочувати кістковий мозок виробляти більше клітин крові.